# Siler pulcher
Siler pulcher är en spindelart som beskrevs av Simon 1901. Siler pulcher ingår i släktet Siler och familjen hoppspindlar. Inga underarter finns listade i Catalogue of Life.